# 15-та піхотна дивізія (Велика Британія)
15-та Шотландська піхотна дивізія (Велика Британія) (англ. 15th (Scottish) Infantry Division) — військове з'єднання, піхотна дивізія регулярної армії британської армії, що брала участь у Другій світовій війні. Дивізія була створена 2 вересня 1939 року, за день до оголошення війни, як частина Територіальної армії і перебувала у складі сил оборони у Сполученому Королівстві, а потім брала участь у битвах в Північно-Західній Європі з червня 1944 по травень 1945.

## Історія з'єднання

### Друга світова війна
15-та піхотна дивізія була сформована 2 вересня 1939 року. До її складу увійшли 44-та, 45-та та 46-та піхотні бригади Територіальної армії Об'єднаного Королівства. Через відсутність офіційного керівництва новостворені формування мали вільний вибір нумерації, назв та емблем. Дивізія прийняла номер, назву та дивізійні знаки свого попередника, 15-ї (Шотландської) дивізії, яка билася у Першій світовій війні.
У жовтні 1939 року частини дивізії розгорнули для оборони районів Единбургу та Форт. Лише в грудні дивізія завершила прийом під свою відповідальність визначеної зони, а 44-та бригада розташувалась на березі Ферт-оф-Форт. Решта дивізії базувалася навколо Глазго, по обидва боки затоки Ферт-оф-Клайд.

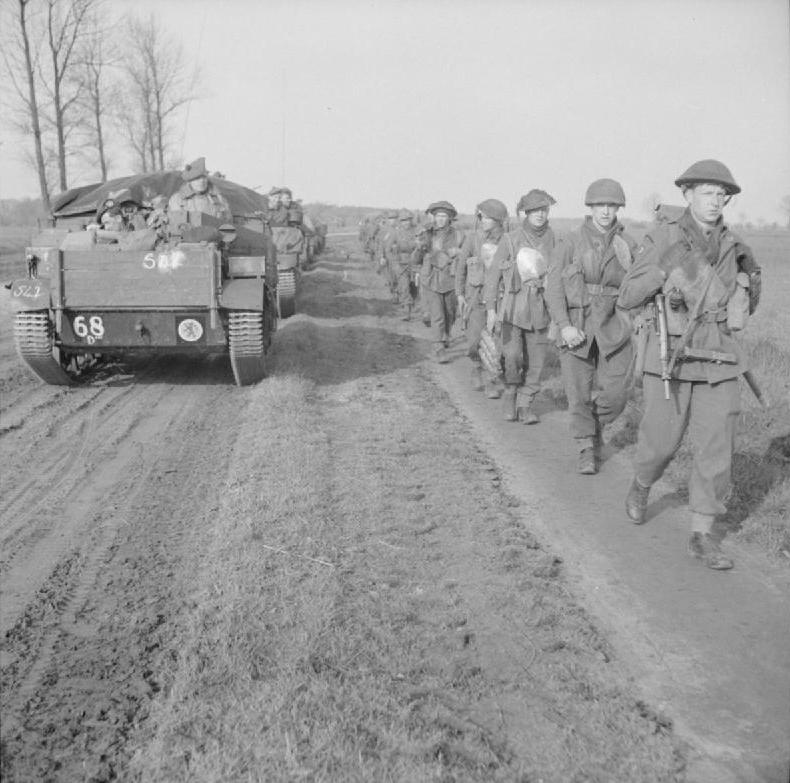
Піхотний підрозділ 15-ї дивізії у супроводі Universal Carrier на марші. 29 квітня 1945

У квітні 1944 року дивізію включили до складу сил вторгнення та перевели до Сассекса, де її підрозділи були зосереджені в таборах в районі Брайтона. Передові частини дивізії 8 червня вирушили до Лондона, а 13 червня — до Франції. 11 червня основний кістяк дивізії почав переміщатися до районів завантаження на морський транспорт у Лондоні та Саутгемптоні, і його по частинах переправляли до Франції, остання порція прибула лише 24 червня.
З кінця червня 15-та Шотландська піхотна дивізія билася в битві за Кан. Її підрозділи вели запеклі бої в ході операцій «Епсом», «Гудвуд», «Блюкот», «Юпітер».
Потім дивізія пробилася на плацдарм, який був створений за каналом Альберта біля Геля. З цього плацдарму 14 вересня дивізія здійснила кілька штурмів, щоб перетнути канал Маас-Еско. Вони змогли закріпитися лише на одному плацдармі, в Арті, і змагалися за його утримання протягом наступних шести днів. Плацдарм глибиною близько 370 м зазнав запеклих атак німців, дивізія зазнала 700 втрат. Цій дії приписували відволікання німецьких ресурсів від мосту Джо, звідки 30-й корпус почав наступ на початку операції «Маркет Гарден». 20 вересня 7-ма бронетанкова дивізія замінила 15-ту дивізію, яка (без 227-ї бригади) рушила на схід до Ломмеля, і зайняла позицію на плацдармі, який захищала 53-тя дивізія.
Потім дивізія увійшла до Німеччини, брала участь в операції «Верітебл», форсувала Рейн, брала участь в операції «Пландер» наприкінці березня 1945 року, яка була частиною вторгнення західних союзників до Німеччини.
15-та Шотландська дивізія була визначена керівництвом першим ешелоном перед останнім форсуванням річки у війні, штурмом річки Ельба (операція «Ентерпрайз»). 29 квітня 1945 року у взаємодії з 1-ю бригадою коммандос вони подолали цю серйозну водну перешкоду, після чого вони вели бої, просуваючись до узбережжя Балтики, окупувавши Любек і Кіль. 15-та (шотландська) була єдиною дивізією британської армії під час Другої світової війни, яка брала участь у трьох з шести форсувань головних європейських річок: Сени, Рейну і Ельби.
10 квітня 1946 року 15-ту (шотландську) піхотну дивізію було розформовано.